# Тревожность
Тревожность — индивидуальная психологическая особенность, проявляющаяся в склонности человека часто переживать сильную тревогу по относительно малым поводам.  Рассматривается либо как личностное образование, либо как связанная со слабостью нервных процессов особенность темперамента, либо как и то и другое одновременно.

## Симптомы
Тревожность может проявляться длительными, затяжными, ежедневными симптомами, которые значительно снижают качество жизни (в случае генерализованного тревожного расстройства), или же короткими всплесками с паническими атаками. Частота, количество и интенсивность симптомов варьируются в зависимости от человека.  
Тревожность может привести к психическим или психологическим проблемам.
Поведенческие проявления тревожности включают уход от ситуаций, которые вызывают тревогу или негативные воспоминания, а также изменение режима сна, изменение привычек, увеличение или уменьшение потребления пищи и повышенное двигательное напряжение (например, постукивания ногой)
Эмоциональные проявления тревожности включают «чувство страха, проблемы с концентрацией внимания, напряжение или нервозность, ожидание худшего, раздражительность, беспокойство, наблюдение (и ожидание) признаков (и событий) опасности и ощущение, что разум стал пустым», а также «кошмары, навязчивые мысли, дежавю и ощущение ловушки в собственном разуме»
C когнитивной точки зрения тревожность проявляется мыслями о предполагаемых опасностях, например, страхе смерти. «Начинает казаться, что боль в груди — это смертельный сердечный приступ или что стреляющие боли в голове — результат опухоли или аневризмы. При мыслях о смерти чувствуется сильный страх, ты думаешь о смерти чаще, чем обычно, или вообще не можешь выбросить это из головы»

## История
Впервые тревожность была описана Зигмундом Фрейдом. Тревога, с точки зрения Фрейда, является функцией «Эго» и предупреждает «Эго» о надвигающейся опасности, угрозе, помогая личности реагировать в подобных ситуациях (ситуациях опасности, угрозы) безопасным, адаптивным, способом. Фрейд определял тревожность как неприятное эмоциональное переживание, являющееся сигналом об ожидаемой опасности. Содержание тревожности — переживание неопределенности и чувство беспомощности. Тревожность характеризуется тремя основными признаками: 1) специфическим чувством неприятного; 2) соответствующими соматическими реакциями, прежде всего усилением сердцебиения; 3) осознанием

## Виды тревожности
Зигмунд Фрейд выделил три вида тревожности:
1. Реальный страх — тревожность, связанная с опасностью во внешнем мире.
2. Невротическая тревожность — тревожность, связанная с неизвестной и не определяемой опасностью.
3. Моральная тревожность — так называемая «тревожность совести», связанная с опасностью, идущей от Супер-Эго.

По сфере возникновения различают:
1. Частную тревожность — тревожность в какой-либо отдельной сфере, связанную с чем-то постоянным (школьная, экзаменационная, межличностная тревожность и т. п.)
2. Общую тревожность — тревожность, свободно меняющую свои объекты, вместе с изменением их значимости для человека.

По адекватности ситуации различают:
1. Адекватную тревожность — отражает неблагополучие человека.
2. Неадекватную тревожность (собственно тревожность) — тревожность, проявляющуюся в благополучных для индивида областях реальности[10].

## Причины
До сих пор нет единого мнения о причинах тревожности у людей. Преобладает точка зрения, что тревожность имеет частично врождённую, частично приобретённую природу. Имея некоторую генетически обусловленную склонность к тревожности, человек, в результате неправильных действий родителей, педагогов, внутренних конфликтов (прежде всего самооценочного характера) и других социально обусловленных причин, со временем приобретает её.
Неофрейдисты считают основной причиной тревожности неблагополучный ранний опыт отношений, из-за которого развивается базальная тревога (по Карен Хорни). Такая тревожность сопровождает человека всю жизнь, в значительной степени влияя на его отношения с другими людьми (по Гарри Стаку Салливану).
Бихевиористы считают тревожность результатом научения. По их мнению, это заученная реакция на угрожающие ситуации, которая впоследствии переносится и на другие, ассоциирующиеся с ними обстоятельства.

### «Программирование» уровня тревожности ранними воздействиями
У млекопитающих и человека, которые испытали в ходе раннего развития негативные воздействия, «программируется» повышенный уровень тревожности. «Программирование» повышенной тревожности ранними воздействиями возникло в ходе эволюции, вероятно под давлением хищников.

## Связь с другими понятиями
Неадекватная тревожность является показателем неблагополучия личностного развития и, в свою очередь, оказывает на него отрицательное влияние. Отрицательно влияет на развитие и отсутствие тревоги в случаях реального неблагополучия, возникающее как результат работы защитных механизмов.
Тревожность может являться предвестником невроза, или его симптомом, а также средством и механизмом его развития.
Тревожность является одним из основных компонентов посттравматического стрессового расстройства (ПТСР).
С тревожностью связаны также такие психические расстройства как фобии, ипохондрия, обсессивно-компульсивное расстройство и другие.